# Quercus fleuryi
Quercus fleuryi és una espècie de roure que pertany a la família de les fagàcies i està dins del subgènere Cyclobalanopsis, del gènere Quercus.

## Descripció
Quercus fleuryi és un arbre de fins a 25 m d'alçada amb branques tomentoses de color marró ataronjat, glabrescents i densament lenticel·lades. Els pecíols de 2-6 cm, tomentosos vermellosos quan són joves. El limbe de la fulla és oblongoel·líptica a ovadael·líptica, 14-27 × 4-9 cm, coriàcia, densament marró ataronjat tomentosa quan és jove però glabrescent, blanquinosa abaxialment, base cuneada, marge sencer o apicalment ondulat i serrat, l'àpex agut a poc acuminat; nervadura central adaxialment lleugerament elevada; nervis secundaris 10-12 (-15) a cada costat de la nervadura central; els nervis terciaris abaxialment conspícues. Les Inflorescències masculines de 10-15 cm, tomentoses rogenques. Les inflorescències femenines solitàries en les axil·les de les fulles cap a l'àpex de les branques, de 2,5-3,5 cm, de raquis gruixut i tomentós marró densament ataronjat; cúpules 4 o 5. Raquis infructescents curts, d'uns 7 mm de gruix, més gruixut que la ramificació. La cúpula campanulada a cilíndrica, 3-4 × 2,5-4 cm, que tanca aproximadament 2/3 de la gla, per fora i per dins amb un indument marró ataronjat semblant a la paret, amb una paret de fins a 6 mm de gruix; les bràctees en 10-13 anells, marge subcomplet. Les glans són cilíndriques-el·lipsoides, de 3-4,5 × 2-3 cm, rogenques, densament tomentoses; cicatriu d'uns 1,2 cm de diàmetre, convex; estil persistent, 5-8 mm. Les flors floreixen entre març i abril i fructifiquen entre octubre i desembre.

## Distribució i hàbitat
Quercus fleuryi creix al sud de les províncies xineses de Fujian, Guangdong, Guangxi, Guizhou, Hainan, Hunan, Jiangxi i Yunnan i Indoxina (Laos, Vietnam), als boscos densos muntanyencs entre els 500 i 1500 m.

## Taxonomia
Quercus fleuryi va ser descrita per Hickel i A.Camus i publicat a Bulletin du Muséum National d'Histoire Naturelle 29(8): 600. 1923.
Etimologia
Quercus: nom genèric del llatí que designava igualment al roure i a l'alzina.
fleuryi: epítet